# Campionato mondiale maschile di pallamano 1986
Il campionato mondiale maschile di pallamano 1986 si è svolto dal 25 febbraio all'8 marzo 1986 in Svizzera.
Il torneo è stato vinto per la terza volta dalla nazionale jugoslava.

## Nazionali partecipanti
- Svizzera (Paese ospitante)
- Jugoslavia
- Germania Ovest
- Romania
- Danimarca
- Svezia
- Islanda
- Germania Est
- Unione Sovietica
- Polonia
- Cecoslovacchia
- Ungheria
- Spagna
- Corea del Sud
- Algeria
- Cuba

## Podio
| Pos. | Squadra      |
| ---- | ------------ |
| 1°   | Jugoslavia   |
| 2°   | Ungheria     |
| 3°   | Germania Est |